# Andirá Esporte Clube
Andirá Esporte Clube é um clube brasileiro de futebol da cidade de Rio Branco, no estado do Acre.

## História
O Andirá foi fundado no dia 1 de novembro de 1964 por uma das famílias mais tradicionais do Estado do Acre, os Dantas. A origem do nome vem da palavra indígena "andyrá", que em tupi significa "morcego". Suas cores inicialmente eram o preto e o branco, mas em 2006, adotou o verde em seu uniforme, onde não existe no escudo, que, segundo o então presidente Gilberto Braga, é uma homenagem à Amazônia e à borracha, produzida com destaque no Estado.
O mascote (morcego) é um símbolo que imita os muitos mamíferos que existiam na antiga loja "A Granfina", uma das mais completas lojas de suprimentos das décadas de 1940 a 1970 da cidade, motivo pelo qual algumas vezes sua torcida usa o logo do super-herói Batman (às vezes o clube é chamado pelos seus próprios torcedores de "O Time do Batman"), em referência ao seu mascote.
O clube foi a primeiro do Estado do Acre a ser incluída num dos jogos de apostas da Caixa Econômica Federal, quando em 1974, figurou no volante da  Loteria Esportiva no jogo, em casa, contra o Paysandu Sport Club. Nesta partida, o Andira perdeu por 4 a 0.
A primeira mulher a assumir o comando técnico de um time de futebol no Brasil foi Cláudia Malheiros, quando foi contratada pelo Andirá em 24 de abril de 2000 e permaneceu a frente da equipe profissional até 2001. Neste ano, Cláudia afastou-se dos gramados para dedicar-se à sua família. Em 2006, recebeu o convite para retornar ao Andirá, no ano que também marcava a volta do Morcego, o qual esteve afastado por um ano dos gramados.
Em 2001 e 2002, o clube conseguiu chegar à final do Torneio Início do Campeonato Acreano, tornando-se vice-campeão, porém, a melhor colocação numa temporada do da primeira divisão do futebol profissional do estado, foi o vice-campeonato em 2007.
Em 2005, o Andirá optou por se retirar de competições, retomando as atividades em 2006. Em 2010, o clube amargou a lanterna do campeonato estadual, com apenas um ponto conquistado, e acabou sendo rebaixado para a Segunda Divisão.
Em 2011, conseguiu o seu primeiro título na história, conquistando a Segunda Divisão do Campeonato Acreano e retornando para a elite em 2012, onde fez uma campanha modesta, terminando em 6º lugar. O destaque da equipe foi o atacante Eduardo, que foi o artilheiro da competição com 13 gols.

## Títulos

### Futebol

#### Competições oficiais
| ESTADUAIS | ESTADUAIS                       | ESTADUAIS | ESTADUAIS   |
|           | Competição                      | Títulos   | Temporadas  |
| --------- | ------------------------------- | --------- | ----------- |
|           | Campeonato Acriano - 2ª Divisão | 2         | 2011 e 2015 |

#### Categorias de base
Juvenis
| Estaduais | Estaduais                  | Estaduais | Estaduais  |
|           | Competição                 | Títulos   | Temporadas |
| --------- | -------------------------- | --------- | ---------- |
| Acre      | Campeonato Acreano Juvenil | 1         | 2002       |

#### Futebol feminino
| Estaduais | Estaduais          | Estaduais | Estaduais  |
|           | Competição         | Títulos   | Temporadas |
| --------- | ------------------ | --------- | ---------- |
| Acre      | Campeonato Acreano | 1         | 2007       |

## Artilheiros
| Artilharia | Artilharia                      | Artilharia | Artilharia |
| Atleta     | Competição                      | Ano        | Gols       |
| ---------- | ------------------------------- | ---------- | ---------- |
| Moisés     | Campeonato Acriano - 2ª Divisão | 2011       | 5          |
| Eduardo    | Campeonato Acriano              | 2012       | 13         |
| Geovani    | Campeonato Acriano - 2ª Divisão | 2015       | 7          |

## Desempenho em competições oficiais

### Participações
|  | Participações em 2024 |

| Competição | Competição         | Temporadas | Melhor campanha       | Estreia | Última | P | R |
| Acre       | Campeonato Acreano | 57         | Vice-campeão (2007)   | 1964    | 2024   |   | 3 |
| Acre       | Segunda Divisão    | 2          | Campeão (2011 e 2015) | 2011    | 2015   | 2 |   |
| Brasil     | Série C            | 3          | 37º colocado (2001)   | 1995    | 2002   | – | – |

### Competições nacionais
Campeonato Brasileiro - Série C
| Ano  | 1990 | 1991 | 1992 | 1993 | 1994 | 1995 | 1996 | 1997 | 1998 | 1999 |
| Pos. | —    |      | —    | —    | —    | 107º | —    | —    | —    | —    |
| Ano  | 2000 | 2001 | 2002 | 2003 | 2004 | 2005 | 2006 | 2007 | 2008 | 2009 |
| Pos. | —    | 37º  | 55º  | —    | —    | —    | —    | —    | —    | —    |
| ---- | ---- | ---- | ---- | ---- | ---- | ---- | ---- | ---- | ---- | ---- |

### Competições estaduais
Campeonato Acriano
| Ano  | 1990 | 1991 | 1992 | 1993 | 1994 | 1995 | 1996 | 1997 | 1998 | 1999 |
| Pos. |      |      |      |      |      | 8º   | 8º   | 6º   | 5º   | 6º   |
| Ano  | 2000 | 2001 | 2002 | 2003 | 2004 | 2005 | 2006 | 2007 | 2008 | 2009 |
| Pos. | 3º   | 4º   | 6º   | 7º   | 5º   | —    | 4º   | 2º   | —    | 6º   |
| Ano  | 2010 | 2011 | 2012 | 2013 | 2014 | 2015 | 2016 | 2017 | 2018 | 2019 |
| Pos. | 10º  | —    | 6º   | 7º   | 8º   | —    | 7º   | 7º   | 7º   | 7º   |
| Ano  | 2020 | 2021 | 2022 | 2023 | 2024 |      |      |      |      |      |
| Pos. | 7º   | 8º   | 11º  | 10º  | 11º  |      |      |      |      |      |
| ---- | ---- | ---- | ---- | ---- | ---- | ---- | ---- | ---- | ---- | ---- |

Campeonato Acreano - Segunda Divisão
| Ano  | 2010 | 2011 | 2012 | 2013 | 2014 | 2015 | 2016 | 2017 | 2018 | 2019 |
| Pos. |      | 1º   | —    | —    | —    | 1º   | —    | —    | —    | —    |
| ---- | ---- | ---- | ---- | ---- | ---- | ---- | ---- | ---- | ---- | ---- |

Legenda:
| Campeão Vice-campeão Rebaixado à divisão inferior |